# Alexis Carrel
Marie Joseph Auguste Carrel-Billiard (Sainte-Foy-lès-Lyon, Francia, 28 de junio de 1873-París, 5 de noviembre de 1944), conocido como Alexis Carrel, fue un biólogo, médico, investigador científico, eugenista y escritor francés. Por sus contribuciones a las ciencias médicas fue galardonado con el Premio Nobel de Fisiología o Medicina en 1912.
Julius H. Comroe, profesor emérito del Instituto de Investigación Cardiovascular de la Universidad de California en San Francisco, escribió:

Carrel ganó el Premio Nobel en Fisiología o Medicina en 1912, y no lo ganó por alguna investigación oscura y esotérica, sino «en reconocimiento a su trabajo acerca de la sutura vascular, y del trasplante de vasos sanguíneos y de órganos». Entre 1901 y 1910, Alexis Carrel, realizando experimentos con animales, efectuó todas las acciones y desarrolló todas las técnicas conocidas hoy en cirugía vascular (...).

Carrel también fue conocido por su papel destacado en la aplicación de políticas de eugenesia en la Francia de Vichy.

## Biografía
Alexis Carrel nació en Sainte-Foy-lès-Lyon, en el departamento de Ródano, el 28 de junio de 1873. Sus ancestros habían desempeñado cargos significativos al servicio de Lyon y sus instituciones en los tres siglos anteriores. Su familia era moderadamente solvente. Su padre, Alexis Carrel Billiard, era un fabricante de telas que, en 1871 y a la edad de 26 años, se casó con Anne-Marie Ricard. El primer hijo del matrimonio fue llamado Auguste, pero cambió su nombre por Alexis cuando su padre murió. Alexis era el mayor de tres hermanos y, al momento de fallecer su padre, tenía solo cinco años. A partir de entonces, el prospecto económico de la familia se alteró rápidamente.

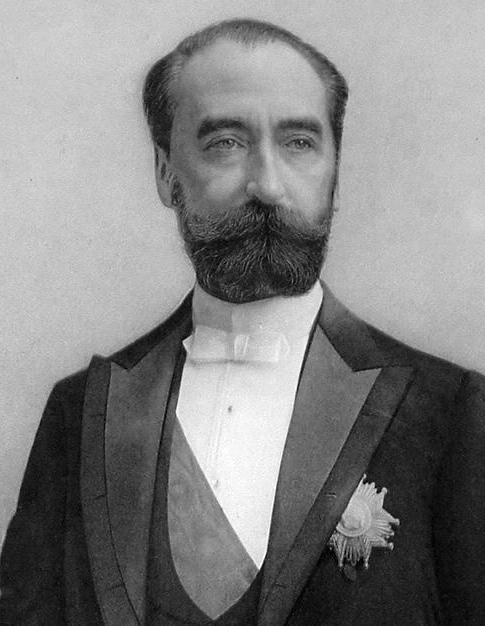
Marie François Sadi Carnot, presidente de la República Francesa.

A la edad de 17 años se graduó en el colegio St. Joseph (Lyon) y se enfrentó con la necesidad de elegir una carrera. Consideró la cirugía, la investigación científica, el cuidado de los pacientes. Casi sin vacilar, decidió entrar en la Facultad de Medicina en la Universidad de Lyon, aunque no había ningún antecedente familiar en esa disciplina. En 1889 obtuvo la Licenciatura en Letras, y en 1890 la de Cirugía. Completó los cursos y las prácticas, y en tres años aprobó los exámenes finales. Luego, fue aceptado como externo (2° de entre 57 postulantes) el 27 de octubre de 1893 y pasó los siguientes dos años sirviendo en el Hospital de la Cruz Roja y en el Hospital Antiguaille. Posteriormente realizó el servicio militar durante un año como auxiliar médico en la unidad de tropas de montaña Chasseurs Alpins. Finalmente, desarrolló un internado de cinco años en distintos hospitales de Lyon, principalmente el Hotel Dieu.
Era aún un joven practicante de medicina cuando el presidente francés, Marie François Sadi Carnot, fue asesinado por un anarquista italiano en Lyon, en junio de 1894. El cuchillo del anarquista había cortado una arteria de primer orden, por lo que el presidente murió luego de menos de dos días de agonía sin que los mejores cirujanos pudieran evitar el fatal desenlace. En esos tiempos, la sutura de un vaso sanguíneo grande todavía era un tema sin solución segura. El episodio dejó una profunda impresión en el joven Carrel, quien decidió resolver el problema. Él insistía en que la vida de Carnot podría haberse salvado si los cirujanos hubiesen sabido cómo suturar vasos, de la misma forma que se suturaban otros tejidos. A partir de su internado, se dedicó a la cirugía vascular experimental, especializándose en la misma Universidad. En 1900, Carrel era doctor en medicina.
En 1902, Carrel experimentó una experiencia transformadora que lo llevó de ser un escéptico de las visiones y milagros reportados en Lourdes a un creyente en curas espirituales. Esta conversión se produjo después de que presenció la curación inexplicable de Marie Bailly, quien luego identificó a Carrel como el testigo principal de su curación. Carrel, aunque desconcertado y atónito, informó de forma precisa sus observaciones a la comunidad médica en Lyon. A continuación, fue atacado por el clero, que lo consideró demasiado escéptico, y por sus propios colegas médicos, que lo consideraron demasiado crédulo y «místico». Un colega cirujano le dijo que nunca pasaría su examen de cirugía.
Sus creencias demostraron ser un obstáculo para su carrera y reputación en la medicina académica en Francia y, como resultado, abandonó Francia para ir a Canadá. Por otra parte, la experiencia espiritual que sacudió a Carrel fue descrita por él de manera novelada en un manuscrito que se publicó en 1948, bajo el título Le voyage de Lourdes, suivi de fragments de journal et de méditations, que se publicó cuatro años después de su muerte.
Poco después de llegar a Canadá, aceptó un puesto en la Universidad de Chicago. Allí colaboró con el médico estadounidense Charles Claude Guthrie en trabajos sobre sutura vascular y trasplante de vasos sanguíneos y órganos, así como de cabeza. En 1906, se unió al recién formado Instituto Rockefeller de Investigación Médica en Nueva York, donde pasó el resto de su carrera. Allí realizó un trabajo importante en cultivos de tejidos con el patólogo Montrose Thomas Burrows. Carrel recibiría el Premio Nobel de Fisiología o Medicina en 1912 en reconocimiento a su trabajo sobre la sutura vascular y el trasplante de vasos sanguíneos y órganos.
Durante la Primera Guerra Mundial, Carrel sirvió como mayor en el cuerpo médico del ejército francés. Durante este tiempo, desarrolló el popular método Carrel-Dakin para tratar heridas.
En la década de 1930, Carrel y Charles Lindbergh se hicieron amigos cercanos no solo por los años que trabajaron juntos sino también porque compartían puntos de vista personales, políticos y sociales. Lindbergh inicialmente buscó a Carrel para ver si el corazón de su cuñada, dañado por la fiebre reumática, podía repararse. Cuando Lindbergh vio la rudeza de la maquinaria de Carrel, se ofreció a construir un nuevo equipo para el científico. Finalmente construyeron la primera bomba de perfusión, una invención fundamental para el desarrollo del trasplante de órganos y la cirugía a corazón abierto. Lindbergh consideraba a Carrel su amigo más cercano y dijo que preservaría y promovería los ideales de Carrel después de su muerte.
En 1939, Carrel regresó a Francia y aceptó un puesto en el Ministerio de Salud francés. Debido a su proximidad con el fascista Parti Populaire Français (PPF) de Jacques Doriot durante la década de 1930 y su papel en la implementación de políticas eugenésicas durante la Francia de Vichy, fue acusado después de la Liberación de colaboración, pero murió antes del juicio.
En su vida posterior, volvió a sus raíces católicas. En 1939, se reunió con el monje trapense Alexis Presse por recomendación. Aunque Carrel era escéptico sobre reunirse con un sacerdote, Presse terminó teniendo una profunda influencia en el resto de la vida de Carrel.  En 1942, dijo: "Creo en la existencia de Dios, en la inmortalidad del alma, en la Revelación y en todo lo que enseña la Iglesia Católica". Convocó a Presse para que administrara los sacramentos católicos en su lecho de muerte en noviembre de 1944.
Durante gran parte de su vida, Carrel y su esposa pasaron los veranos en la isla Saint-Gildas, de la que eran propietarios. Después de que él y Lindbergh se hicieran amigos íntimos, Carrel lo convenció de que también comprara una isla vecina, la isla Illiec, donde los Lindbergh residieron a menudo a fines de la década de 1930.

## Desarrollo científico
Desde un principio, Alexis Carrel mostró un gran interés por la posibilidad de reconstituir arterias, trabajo que comenzó a desarrollar en animales.
En 1902, ya médico y asistente en el Departamento de Anatomía, publicó un trabajo en la revista científica Lyon Medical. Ese trabajo científico hizo historia, iniciando la época más destacada de su carrera y catapultándolo a la fama una década después, como Carrel intuía que lo haría. Dos semanas más tarde se encontró en el tren que llevó a Marie Bailly, una joven afectada de peritonitis tuberculosa en último estadio, a Lourdes. Allí, Carrel fue testigo calificado de la curación extraordinaria de Bailly. Los hechos precisos se encuentran disponibles en el «Dossier 54» y se conocieron como el «Caso Bailly».

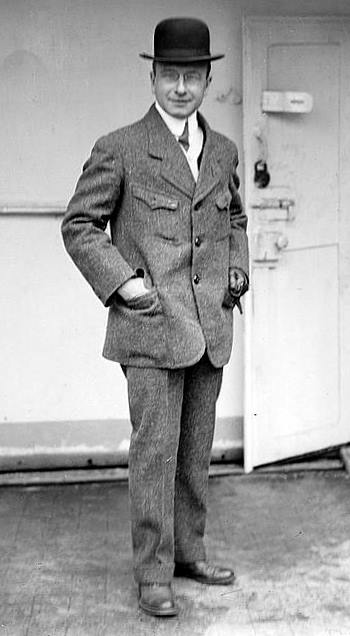
Alexis Carrell en 1912, año en que fue laureado con el premio Nobel.

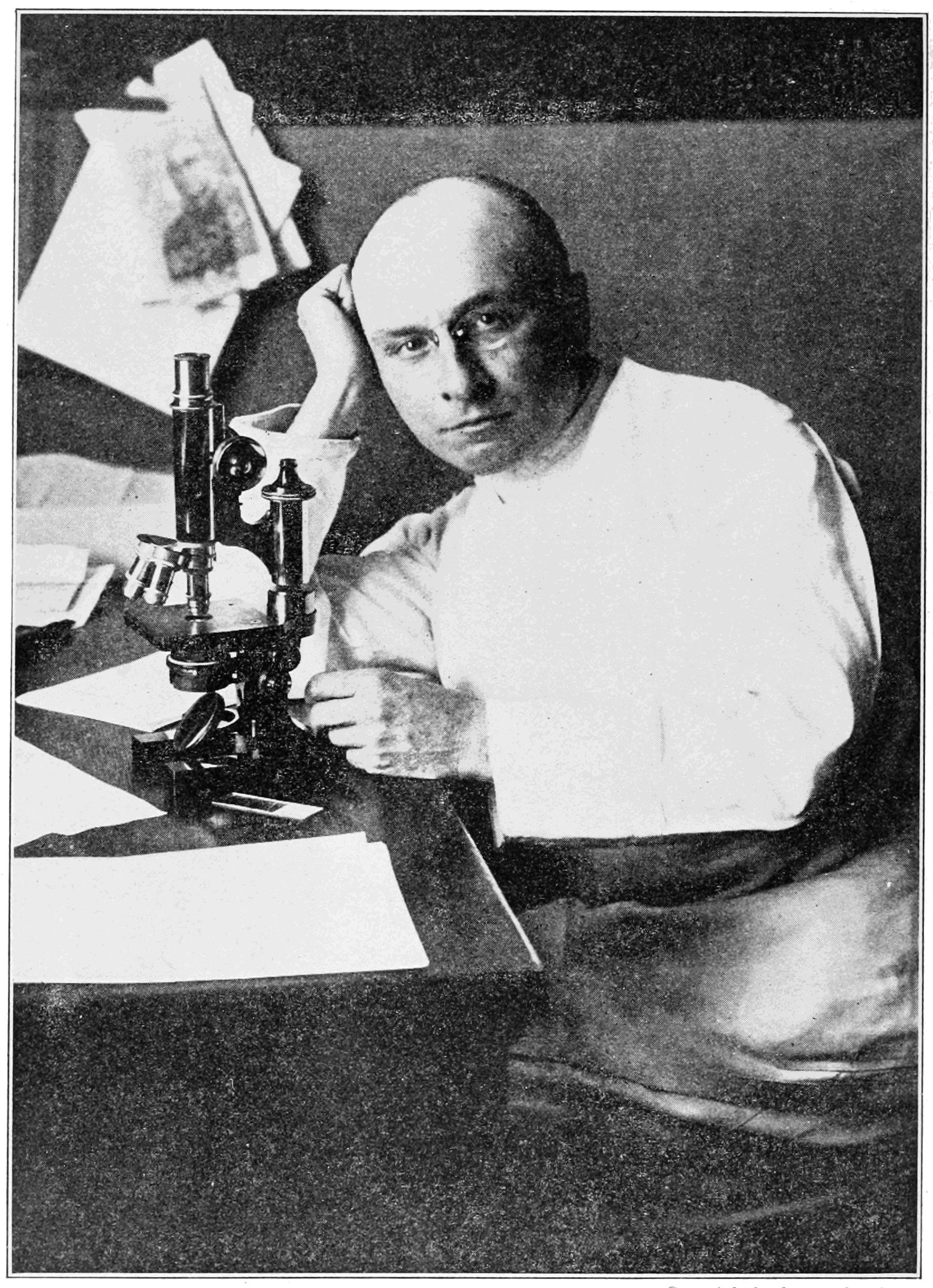
Alexis Carrel, en el laboratorio.

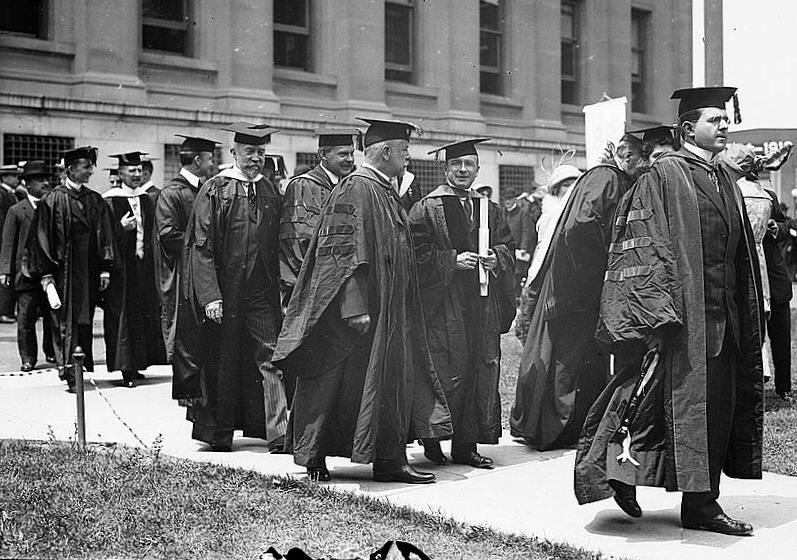
Alexis Carrel entre los alumnos de la Universidad de Columbia, el 4 de junio de 1913. Aparece en el centro, con el rostro frente a la cámara. En la distribución de diplomas, Carrel recibió un grado honorífico.

Amargado y molesto, Alexis Carrel salió de Francia para el Nuevo Mundo en mayo de 1904, dirigiéndose en primer término a Canadá. A principios de julio de 1904, presentó un documento en Montreal sobre la anastomosis vascular para el II Congreso de Medicina de la lengua francesa de América del Norte.  En la audiencia, se encontraba el doctor Carl Beck, un reconocido cirujano de Chicago que estaba convencido de que Carrel debía pertenecer a esa ciudad. En noviembre de ese año, se le ofrecen a Carrel dos posiciones: una en la Universidad de Illinois con Beck, y otra en el Departamento de Fisiología de la Universidad de Chicago. Aceptó la segunda opción, probablemente porque G. N. Stewart, un fisiólogo cardiovascular de renombre, era director de ese Departamento. Por ese entonces, Carrel estaba interesado en experiencias como la del cirujano estadounidense Rudolph Matas sobre el tratamiento de aneurismas. Así, Carrel emigró a los Estados Unidos en noviembre de 1904.
Sus trabajos continuaron en la Universidad de Chicago (1904-1906) y en el Instituto Rockefeller de Nueva York, en donde permaneció —salvo breves lapsos— hasta 1938, año en que regresó a Europa.
Las investigaciones de Carrel se refirieron fundamentalmente a la cirugía experimental y al trasplante de tejidos y órganos intactos. Hasta ese momento las estructuras vasculares se suturaban y se utilizaban cánulas de hueso o de metales preciosos. Alexis Carrel ideó un nuevo sistema de sutura que evitaba unir directamente los bordes vasculares. Para ello, realizaba cortes en los extremos de los vasos y les daba vuelta. A continuación utilizaba material parafinado en la sutura. Con este método conseguía evitar las hemorragias postoperatorias y la formación de coágulos sanguíneos. Con la sutura de los extremos hacia fuera o revertidos, conseguía que en el interior no quedaran hilos sueltos que favorecieran la formación posterior de trombos.
Carrel y Guthrie fueron los primeros en observar que, cuando una vena se usaba para reemplazar un segmento arterial en el mismo individuo, la vena asumía características de arteria en tanto que, cuando una arteria sustituía a una vena, la pared arterial adelgazada y asumía las características de una vena.
En 1910, describió en un artículo todos sus avances realizados con este nuevo sistema de sutura vascular. Con su técnica, Carrel consiguió unir vasos sanguíneos de apenas un milímetro de diámetro. Alentado por sus hallazgos, dedicó sus investigaciones a los trasplantes vasculares: tomando una porción de un vaso, consiguió utilizarla en cualquier otro lugar del propio paciente.
Entre los aportes de Carrel a la cirugía, se encuentran los autoinjertos (autotrasplantes) en animales, con los que obtuvo numerosos éxitos, aunque se produjeron rechazos en los llamados homoinjertos (homotrasplantes) de órganos de individuos distintos pertenecientes a la misma especie. Se destacan también los trasplantes de orejas, tiroides, riñón y bazo, así como sus logros en la conservación de los vasos sanguíneos para trasplantar que evitase la espera de un posible donante (para ello, utilizó el almacenamiento en frío o cold storage).
Se acredita a Christiaan Neethling Barnard como el primero en trasplantar el corazón de un ser humano a otro, a fines de 1967. Pero la idea no era nueva. Carrel y Guthrie lo habían hecho en un perro ya en 1905. Carrel describió el trasplante de pulmones y de corazón en 1907.
Durante la Primera Guerra Mundial ideó, junto con el químico británico Henry Dakin, la solución Carrel-Dakin, un tipo de antiséptico utilizado con éxito para limpiar y combatir la infección de heridas de guerra abiertas.
Sus trabajos en cirugía vascular experimental se publicaron en las revistas más afamadas: Journal of the American Medical Association (18 artículos), Journal of Experimental Medicine (25 artículos), Science (7 artículos), Surgery, Gynecology and Obstetrics (5 artículos), Annals of Surgery (3 artículos), Transactions of the American Surgical Society (3 artículos), Bulletin of the Johns Hopkins Hospital y British Medical Journal.

## Premios y distinciones

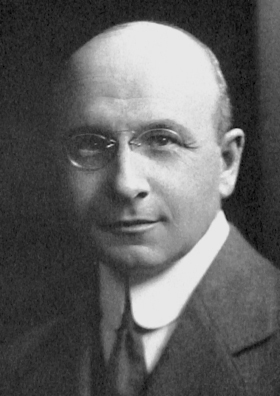
Alexis Carrel en 1912, año en que se le otorgó el Premio Nobel.

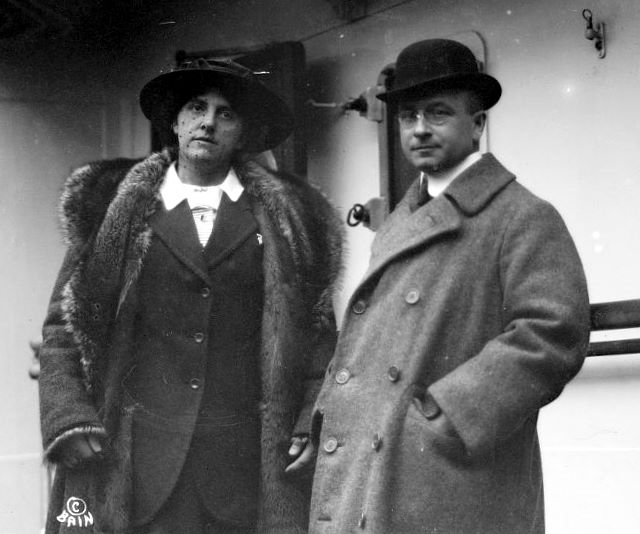
Alexis Carrell y su esposa, en 1914.

En 1912 Alexis Carrel recibió el Premio Nobel de Fisiología o Medicina «en reconocimiento a su trabajo acerca de sutura vascular, y trasplante de vasos sanguíneos y de órganos». Los comentarios que produjeron los medios científicos luego de ser Alexis Carrel galardonado con el Premio Nobel continuaron siendo notables:

Y hay un nuevo avance en la cirugía de los vasos sanguíneos que es, quizás, aún más sorprendente. Carrel ha demostrado que una porción de la arteria puede conservarse en cámara fría durante varios días o incluso semanas antes del trasplante y, aun así, seguir viva. Más todavía, aunque como regla general, el tejido de un animal no va a crecer en el cuerpo de otro animal de una especie diferente, Carrel ha encontrado que estas porciones de vasos sanguíneos de perros pueden ser trasplantadas de una cámara frigorífica con éxito en los cuerpos de gatos. Ninguno que haya seguido con interés estos nuevos avances en la cirugía puede dudar que contienen inmensas posibilidades, y la aplicación de los métodos aprendidos en los animales al ser humano no puede tardar.
The Lancet, editorial del 19 de octubre de 1912

Carrel fue elegido miembro de la Sociedad Filosófica Americana en 1909 y de la Academia Americana de las Artes y las Ciencias en 1914. Carrel fue miembro de sociedades científicas en EE, España, Rusia, Suecia, Países Bajos, Bélgica, Francia, Ciudad del Vaticano, Alemania, Italia y Grecia, y fue elegido dos veces, en 1924 y 1927, miembro honorario de la Academia de Ciencias de la URSS. También recibió doctorados honoris causa de la Queen's University de Belfast, la Universidad de Princeton, la Universidad de Brown y la Universidad de Columbia. Recibió la orden de la Legión de Honor de Francia, y la Orden de Leopoldo de Bélgica. Fue Gran Comandante en la Orden de la Estrella Polar de Suecia, y el destinatario de otras condecoraciones en España, Serbia, Gran Bretaña y de la Santa Sede.

## Reconocimientos póstumos
En 1972, Correos de Suecia distinguió a Carrel con un sello que formaba parte de su serie de sellos Nobel. Siete años más tarde, en 1979, el cráter lunar Carrel recibió su nombre como homenaje a sus avances. En febrero de 2002, con motivo del centenario del nacimiento de Charles Lindbergh, la Universidad Médica de Carolina del Sur en Charleston creó el Premio Lindbergh-Carrel. Michael DeBakey y otros nueve científicos fueron los primeros galardonados con el premio, una estatuilla de bronce llamada «Elisabeth» en honor a Elisabeth Morrow, hermana de Anne Morrow, la esposa de Lindbergh, que murió de una enfermedad cardiaca. La frustración de Lindbergh ante las limitaciones de la tecnología médica, en concreto la falta de una bomba cardiaca artificial para la cirugía cardiaca, le llevó a ponerse en contacto con Carrel.

## Alexis Carrel y Lourdes
Quince años antes del nacimiento de Alexis Carrel, el 11 de febrero de 1858, y durante seis meses, una adolescente muy pobre llamada Bernadette Soubirous testimonió haber recibido las revelaciones de la Virgen María en la advocación de la Inmaculada Concepción en la pequeña gruta de Masse-Vieille (hoy llamada Massabielle), en las afueras de Lourdes (Francia). La posterior muerte de Bernadette el 16 de abril de 1879 y su canonización el 8 de diciembre de 1933, ambos hechos ocurridos en vida de Carrel, junto con signos extraordinarios que se sucedieron allí, hicieron de Lourdes uno de los destinos principales de peregrinación católica en el mundo. La curación de Marie Bailly en Lourdes fue acreditada por el propio Alexis Carrel, luego de su activa participación con la paciente, y que llevaron a poner en crisis el escepticismo de Carrel.

### Obras de Carrel
- Carrel, Alexis (1950). Voyage a Lourdes. Real View Books. ISBN 0-9641150-2-6.
- Carrel, Alexis (1955). Medicina oficial y medicinas heréticas. Caralt Editores. ISBN 978-84-217-7903-3.
- Carrel, Alexis (1957). Día tras día. (1893-1944). Caralt Editores. ISBN 978-84-217-5530-3.
- Carrel, Alexis (1970). Viaje a Lourdes, seguido de fragmentos del diario y meditaciones. Editorial Iberia. ISBN 978-84-7082-043-4.
- Carrel, Alexis (1935). L'homme, un inconnu. Miguel Arimany. ISBN 978-84-7211-028-1.
- Carrel, Alexis (1979). Viaje a Lourdes. Ediciones Palabra. ISBN 978-84-7118-152-7.
- Carrel, Alexis (1987). La incógnita del hombre. Editorial Iberia. ISBN 978-84-7082-271-1.
- Carrel, Alexis (1951). La conducta en la vida (Réflexions sur la conduite de la vie). Editorial Guillermo Kraft Ltda.

### Obras sobre Carrel
- Busquets Molas, Esteve (1967). Alexis Carrel. Edebé. ISBN 978-84-236-0449-4.
- Moreno, Alfonso María (1961). Triunfo y ruina de una vida. Alexis Carrel. Espasa-Calpe. ISBN 978-84-239-5045-4.
- Vaquero Puerta, Carlos (2006). Contribución histórica de Alexis Carrel a la cirugía experimental. Ed. Vaquero Puerta, Carlos. ISBN 978-84-611-3400-7.
- Soupault, Robert (1953). Alexis Carrel, su vida y su obra. Ed. Guillermo Kraft Ltd.

| Predecesor: Allvar Gullstrand | Premio Nobel de Fisiología o Medicina 1912 | Sucesor: Charles Robert Richet |